# Bonau
Bonau (toponimo tedesco) è una frazione del comune svizzero di Wigoltingen, nel Canton Turgovia (distretto di Weinfelden).

## Storia

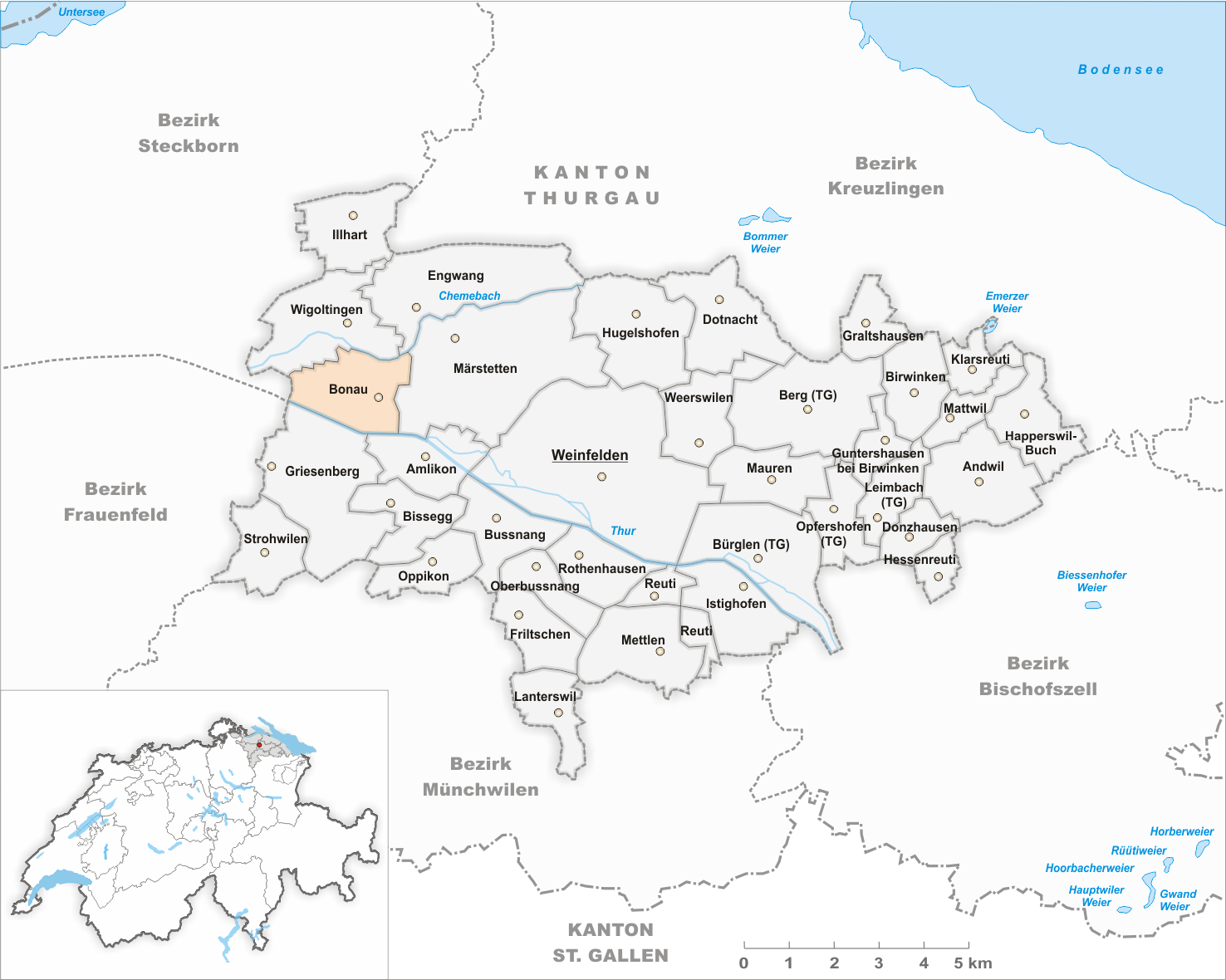
Il territorio del comune di Bonau prima degli accorpamenti comunali del 1995

Già comune autonomo (Ortsgemeinde) che comprendeva anche le frazioni di Gerau, Gilhof, Hüseren, Schürli e Tangwang, nel 1995 è stato aggregato al comune di Wigoltingen assieme agli altri comuni soppressi di Engwang e Illhart.

## Società

### Evoluzione demografica
L'evoluzione demografica è riportata nella seguente tabella:
Abitanti censiti

## Amministrazione
Ogni famiglia originaria del luogo fa parte del cosiddetto comune patriziale e ha la responsabilità della manutenzione di ogni bene ricadente all'interno dei confini della frazione.